# Carry me in your dreams
«Carry Me in Your Dreams» fue la entrada por Albania al Eurovision Song Contest 2009, celebrado en Moscú, Rusia. La canción fue compuesta por Edmond Zhulali y Agim Doçi, compositores de la primera entrada de Albania en Eurovision, "The Image Of You" por Anjeza Shahini, y es interpretada por la cantante albanesa Kejsi Tola en inglés. Finalizó en el 17 puesto con 48 puntos.

## Selección
La canción fue la ganadora del Festivali I Këngës 47, el festival usado para determinar la entrada de Albania a Eurovision. Este país fue el primero en seleccionar y presentar públicamente al ganador. La canción fue elegida ganadora el 21 de diciembre de 2008, cinco meses antes de Eurovision, para ser escuchada el 16 de mayo de 2009. La canción fue interpretada en el Festivali I Këngës en albanés como "Më merr në ëndërr" (Llévame a tus sueños), y la versión en inglés fue presentada el 18 de marzo.

## Participación en Eurovisión
Kejsi interpretó la canción en la segunda semifinal el 14 de mayo de 2009, actuendo en el puesto 16 , siguiendo a Moldavia y precediendo a Ucrania. Kejsi recibió 73 puntos, quedando en 7.º lugar de los países 19 competidores, y calificando para la final.
En la final del 16 de mayo, Kejsi actuó en el puesto 19, siguiendo a  Turquía y precediendo a Noruega. La canción recibió 48 puntos, quedando en 17º lugar de las 25 canciones de la final

## Eurovisioon
Konkursil esitati laul inglise keeles.